# Шлан
Шлан (рос. Шлан, чув. Шăлан) — виселок у складі Аліковського району Чувашії, Росія. Входить до складу Таутовського сільського поселення.
Населення — 33 особи (2010; 41 у 2002).
Національний склад:
- чуваші — 98 %